# Корейцы в Гонконге
Корейцы (англ. Koreans) — одна из нескольких групп некоренного населения Гонконга. Согласно данным Министерства иностранных дел Кореи в 2011 году в Гонконге проживало около 13,3 тыс. корейцев (30 % имели бессрочное право на проживание, 70 % — другие типы виз). Среди корейцев существует значительная прослойка коммерсантов, владеющих ресторанами, магазинами, торговыми и туристическими фирмами. Часть корейских экспатов работает в гонконгских офисах международных корпораций из Южной Кореи.
В Гонконге также имеется небольшая община граждан Северной Кореи — работников консульства и отделений северокорейских внешнеторговых компаний. Кроме того, имеются северокорейские беженцы, которые через Китай пытаются попасть в Южную Корею.   

## История
Первые корейцы прибыли в Гонконг в составе императорской армии во время японской оккупации (после капитуляции японцев британские власти репатриировали около 300 корейских солдат на родину). После войны в Гонконге осело немало корейцев из материкового Китая, в 1949 году в колонии открылось консульство Южной Кореи. В 1960 году Ассоциация корейских жителей Гонконга (Association of Korean Residents in Hong Kong) основала Корейскую субботнюю школу (한국토요학원) для обучения языку второго поколения гонконгских корейцев. В 1988 году в районе Сайваньхо открылась Корейская международная школа. По состоянию на 2009 год в Гонконге проживало более 11 тыс. корейцев и работало более 520 корейских фирм. Большая часть корейских коммерсантов занималась торговлей, туризмом и ресторанным бизнесом.
В конце 1990-х годов Гонконг накрыла так называемая «Корейская волна», после чего в городе сформировался устойчивый спрос на корейские товары, фильмы и музыку. Финансовый кризис 2007—2008 годов несколько сократил число корейцев, работавших в финансовом секторе Гонконга, но в других отраслях не было зафиксировано спада занятости.

## Современное положение
Крупные общины корейцев проживают в районах Сайваньхо, Козуэй-Бей, Тхайкусин, Хэппи-Вэлли, Чимсачёй и Джордан. Большинство граждан Южной Кореи, проживающих в Гонконге, относятся к верхнему среднему классу (upper-middle class). Около четверти корейцев работают в сфере финансов, страхования, недвижимости и деловых услуг. Среди корейских менеджеров среднего и высшего звена довольно высок процент лиц, получивших образование в университетах США и Западной Европы. В Гонконге имеются отделение Корейской торговой палаты и частный Корейский языковой культурный центр.
В районе Чимсачёй между улицами Кимберли-роуд (англ. Kimberley Road) и Кимберли-стрит (англ. Kimberley Street) расположен так называемый «корейский квартал» (англ. Korean Street или англ. Little Korea). Здесь базируется множество корейских ресторанов и продуктовых магазинов. 
Компактная корейская община сложилась вокруг Кимберли-стрит в 1960-х годах, но настоящую популярность корейские магазины и рестораны обрели с началом «Корейской волны», а особенно после расцвета K-pop и показа в Гонконге телесериала «Жемчужина дворца». После этого основными клиентами «корейского квартала» стали не этнические корейцы, как раньше, а местные китайцы. На волне популярности стали расширяться и границы «корейского квартала», охватившие соседние улицы Гранвилл-роуд, Обсерватори-роуд и Остин-роуд. Среди традиционных товаров, которые продаются в корейских магазинах — приправы, соусы, напитки (главным образом соджу и пиво), кулинарные полуфабрикаты (лапша, кимбап и кимчхи).
Корейский квартал
Большинство корейцев владеют корейским (70 %) и английским (19 %) языками, и лишь немногие — кантонским (7 %), японским и путунхуа. Основными учебными заведениями для подростков являются Корейская субботняя школа и Корейская международная школа. Большие группы корейский студентов обучаются в Гонконгском университете и других университетах Гонконга.
Корейцы Гонконга исповедуют буддизм, католицизм и протестантизм (среди последних имеются приверженцы пятидесятнической церкви Ёыйдо, пресвитериане, баптисты и члены других конфессий).
Крупнейшей газетой корейской общины Гонконга является 홍콩수요저널 (Wednesday Journal).